# 도신 2
《도신 2》(賭神2, God of Gamblers Returns, The Return Of The God Of Gamblers)는 홍콩에서 제작된 왕정 감독의 1994년 범죄, 액션 영화이다. 주윤발 등이 주연으로 출연하였다.

## 출연

### 주연
- 주윤발
- 양가휘
- 오천련

### 조연
- 구숙정
- 향화강
- 장민
- 진패
- 가수량
- 노혜광
- 서금강
- 오흥국
- 나가영
- 사묘
- 이조기
- 포한림

## 기타
- 무술감독: 원빈
- 무술감독: 마옥성
- 의상: 해중문

## 박스오피스
홍콩에서 이 영화는 HK$52,529,768의 수익을 올렸다.